# Christopher Gibbons
Christopher Gibbons (ochrzczony 22 sierpnia 1615 w Londynie, zm. 20 października 1676 tamże) – angielski kompozytor i organista.

## Życiorys
Syn Orlanda. Jako dziecko śpiewał w chórze chłopięcym przy Chapel Royal. Po śmierci ojca w 1625 roku zamieszkał u wuja w Exeter. Od 1638 do 1642 roku był organistą katedry w Winchesterze. W latach 1651–1660 mieszkał i pracował jako prywatny nauczyciel w Londynie. W 1660 roku otrzymał posadę organisty Chapel Royal, organisty Opactwa Westminsterskiego i prywatnego organisty króla Karola II. W 1664 roku otrzymał stopień doktora muzyki na Uniwersytecie Oksfordzkim. Miał opinię utracjusza, wiązano go z defraudacją funduszy na budowę organów w katedrze w Worcesterze. Do jego uczniów należał John Blow.
Przez współczesnych ceniony jako instrumentalista grający na organach i wirginale. Komponował anthemy, motety, utwory na instrumenty smyczkowe. Wspólnie z Matthew Locke’em napisał muzykę do masque Jamesa Shirleya Cupid and Death (1653).